# Herbert Nordrum
Herbert Nordrum, född 30 juni 1987, är en norsk skådespelare.
Nordrum har bland annat medverkat i filmerna Världens värsta människa, Hypnosen och The Royal Hotel.
Vid Guldbaggegalan 2025 vann Nordrum en Guldbagge för Bästa manliga huvudroll för sin insats i Ernst De Geers dramakomedi Hypnosen.

## Filmografi (i urval)
- 2021 – Världens värsta människa
- 2023 – The Royal Hotel
- 2023 – Hypnosen